# Тапперс-Плейнс (Огайо)
Тапперс-Плейнс (англ. Tuppers Plains) — переписна місцевість (CDP) в США, в окрузі Меґс штату Огайо. Населення — 438 осіб (2020).

## Географія
Тапперс-Плейнс розташований за координатами 39°10′21″ пн. ш. 81°50′48″ зх. д. / 39.17250° пн. ш. 81.84667° зх. д. (39.172625, -81.846582).  За даними Бюро перепису населення США в 2010 році переписна місцевість мала площу 4,70 км², уся площа — суходіл.

## Демографія
Згідно з переписом 2010 року, у переписній місцевості мешкало 465 осіб у 184 домогосподарствах у складі 132 родин. Густота населення становила 99 осіб/км².  Було 199 помешкань (42/км²).
Расовий склад населення:
| - 97,2 % — білих - 0,4 % — корінних американців - 0,4 % — чорних або афроамериканців - 0,2 % — вихідців з тихоокеанських островів - 0,2 % — азіатів |

До двох чи більше рас належало 1,5 %. Частка іспаномовних становила 0,0 % від усіх жителів.
За віковим діапазоном населення розподілялося таким чином: 22,8 % — особи молодші 18 років, 61,5 % — особи у віці 18—64 років, 15,7 % — особи у віці 65 років та старші. Медіана віку мешканця становила 41,1 року. На 100 осіб жіночої статі у переписній місцевості припадало 82,4 чоловіків;  на 100 жінок у віці від 18 років та старших — 83,2 чоловіків також старших 18 років.
Середній дохід на одне домашнє господарство  становив 45 791 долар США (медіана — 45 556), а середній дохід на одну сім'ю — 43 923 долари (медіана — 41 250). Медіана доходів становила 40 458 доларів для чоловіків та 30 167 доларів для жінок. За межею бідності перебувало 46,0 % осіб, у тому числі 83,7 % дітей у віці до 18 років та 18,2 % осіб у віці 65 років та старших.
Цивільне працевлаштоване населення становило 250 осіб. Основні галузі зайнятості: виробництво — 30,0 %, роздрібна торгівля — 23,2 %, мистецтво, розваги та відпочинок — 16,8 %, транспорт — 12,0 %.